# Manifest d'Ostende

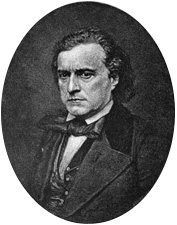
Pierre Soulé, l'impulsor del Manifest d'Ostende

El manifest d'Oostende, conegut pel seu nom anglès Ostend Manifesto, és un document redactat el 1854 que descrivia els motius dels Estats Units per comprar Cuba i al mateix temps insinuava que els EUA podien declarar la guerra a Espanya si aquesta es negava a vendre.
L'annexió de Cuba havia estat des de feia temps un dels objectius dels esclavistes dels EUA partidaris de l'expansió. A més, comptaven amb el suport d'alguns grups a la mateixa Cuba. En l'àmbit nacional, els líders americans es donaven per satisfets mentre l'illa romangués en mans espanyoles, país políticament feble, i no passés a potencies més fortes com la Gran Bretanya o França. El manifest d'Oostende proposava un canvi en la política exterior: justificava l'ús de la força per apoderar-se de Cuba, en nom de la seguretat nacional. Va aparèixer a ran de diversos debats als Estats Units sobre l'esclavitud i de les doctrines del Destí Manifest i Monroe, en un moment en què els propietaris d'esclaus buscaven nous territoris per l'expansió de l'esclavitud. Durant el mandat del president Franklin Pierce, demòcrata pro-Sud, els sudistes partidaris de l'expansió feren una crida per annexionar Cuba com estat esclavista. No obstant, l'esclat de violència que va seguir a l'aprovació de la llei Kansas-Nebraska, va deixar el govern insegur de com procedir.. A proposta del Secretari d'estat William L. Marcy, alguns ambaixadors americans a Europa (Pierre Soulé a Espanya, James Buchanan a Gran Bretanya i John Y. Mason a França) es van reunir per discutir l'estratègia relacionada amb una possible compra de Cuba. Es van trobar en secret a Oostende, Bèlgica i van redactat un informe a Aquisgrà. El document, enviat a Washington l'octubre del 1854, destacava el perquè comprar Cuba seria beneficiós per a cadascuna de les nacions i declarava que si Espanya es negava a vendre, quedava «justificat que els EUA fessin ús de la força» per prendre l'illa de mans espanyoles. A desgrat de Marcy, Soulé no va mantenir les reunions en secret, fet que va provocat una notorietat no desitjada ni a Europa ni als EUA. La Cambra dels Representants va exigir que es fes públic el contingut del document. Finalment el govern es va veure obligat a publicar-lo, fet que va causar un dany irreparable.
Batejat com manifest d'Oostende, va ser immediatament condemnat als Estats del Nord i a Europa. Com a conseqüència, el govern de Pierce va patir un revés important i el manifest es va convertir en el crit de guerra dels antiesclavistes del Nord. Però de fet, la qüestió de l'annexió de Cuba es va deixar de banda fins a la fi del segle xix, quan va créixer el suport a la independència cubana.

## Context històric
L'annexió de Cuba, situada a 140 km de la costa de Florida, va ser tema debatut en diversos gabinets presidencials. Els presidents John Quincy Adams i Thomas Jefferson expressaren un gran interès per Cuba. Quan ocupava el càrrec de secretari d'Estat, Adams va comentar que «s'havia convertit en un objecte de transcendental importància pels interessos comercials i polítics de la nostra Unió». Més tard va descriure Cuba i Puerto Rico com «apèndixs naturals del continent nord-americà» i declarà que l'annexió de la primera era «indispensable per la continuïtat i integritat de la pròpia Unió». Com que l'Imperi espanyol havia perdut gran part del seu poder, Jefferson va començar una política de no ingerència, per la qual els EUA respectaven la sobirania espanyola, tot i que consideraven que amb el temps l'annexió de l'illa era inevitable. Els EUA simplement volien assegurar-se que el control no passés a mans d'una potència més forta com Gran Bretanya o França.
Cuba era especialment important pels demòcrates del Sud, que creien que els seus interessos econòmics i polítics estarien més ben defensats amb l'admissió a la Unió d'un altre estat esclavista. L'existència d'esclavitud, l'economia basada en les plantacions de sucre i la seva situació geogràfica predisposaven Cuba a la influència dels estats del Sud. La seva admissió hauria suposat un destacable enfortiment de la posició dels propietaris d'esclaus del Sud, atès que la seva forma de vida es trobava sota la mirada crítica dels abolicionistes del Nord. Mentre que la immigració cap el centres industrials del nord havia portat a que el Nord controlés la Cambra de Representants, proporcional al nombre d'habitants, els polítics del Sud van intentar mantenir el fràgil equilibri de poder en el Senat, on cada estat tenia igual representació. A mesura que els estats de l'oest, lliures d'esclavitud, eren admesos a la Unió, els polítics del Sud miraven més cap a Cuba, com a possible següent estat esclavista. Si Cuba hagués estat admesa a la Unió com un estat únic, hauria enviat a Washington dos senadors i nou representants.
Al Partit Demòcrata, el debat se centrava més en el ritme d'expansió dels Estats Units que no en si aquesta s'havia de dur a terme o no. El 1848 els expansionistes radicals i el moviment Jove Amèrica guanyaven adeptes ràpidament i en un debat sobre la possible annexió de la part de Yucatán que pertanyia a Mèxic, van incloure-hi una significativa discussió sobre Cuba. Fins i tot John C. Calhoun, descrit com un expansionista reticent que no estava en absolut d'acord amb la intervenció, basada en la doctrina Monroe, coincidia en que «per a la seguretat dels Estatus Units és indispensable que aquesta illa no caigui en certes mans», probablement una referència a Gran Bretanya.
Davant un possible alçament cubà, el president James K. Polk no va fer cas de les demandes del partidari de l'emancipació, John L. O'Sullivan, i va expressar la seva creença que qualsevol adquisició de l'illa havia de ser una «compra amistosa». Per ordre de Polk, el secretari d'Estat James Buchanan, va preparar una oferta de 100 milions de dòlars tot i pensar que: «abans que en mans d'una altra potència la (Cuba) voldrien veure (els funcionaris espanyols) enfonsada a l'oceà». Els governs dels presidents Zachary Taylor i Millard Fillmore no van continuar aquest assumpte i van prendre una posició més severa contra els partidaris de l'emancipació de Cuba, com el veneçolà Narciso López, interceptant amb tropes federals diverses expedicions que feien cap a l'illa. Però el 1853 va assumir el càrrec Franklin Pierce, molt compromès amb l'annexió de Cuba.

## El govern de Pierce
En el discurs de la seva presa de possessió, Pierce va afirmar: «la política del meu govern no estarà condicionada per cap mena de por als mals presagis envers l'expansió.» Tot i que l'esclavitud no era l'objectiu declarat ni s'esmentava el nom de Cuba, la composició del seu partit en el període anterior a la guerra requeria que el Nord atragués els interessos del Sud, per la qual cosa que va afavorir l'annexió de Cuba com un estat esclavista. Amb aquesta finalitat, va designar partidaris de l'expansionisme per càrrecs diplomàtics arreu d'Europa i és destacable que enviés a Espanya com ambaixador dels Estats Units a Pierre Soulé, un ferm defensor de l'annexió cubana. Els membres del seu gabinet que procedien del Nord eren doughfaces (simpatitzants del sudistes) com ara Buchanan, nomenat ambaixador a la Gran Bretanya, després del seu fracàs en no aconseguir la presidència a la convenció Nacional Demòcrata, i William L. Marcy, nomenat secretari d'Estat en un intent per acontentar els «Old Fogies» (vells conservadors). Aquest era el terme amb que s'anomenava l'ala del partit partidària de l'expansió lenta i cautelosa.
El març de 1854, el vaixell de vapor Black Warrior en ruta comercial regular de Nova York a Mobile (ciutat d'Alabama) va fer escala al port cubà de l'Havana. En no poder presentar un manifest de càrrega, els funcionaris cubans van confiscar el vaixell i la càrrega i van retenir la tripulació. El Congrés va considerar l'anomenat afer del Black Warrior una violació dels drets americans. Un ultimàtum fals enviat per Soulé als espanyols reclamant la devolució del vaixell només va servir per tensar les relacions. Com a conseqüència, se li va prohibir discutir sobre l'adquisició de Cuba durant gairebé un any. Tot i que la qüestió es va resoldre pacíficament, va alimentar les ànsies expansionistes del Sud.
Mentrestant, a mesura que avançava la dècada, els partidaris de la doctrina del Destí Manifest s'anaven dividint. Si bé encara hi havia gent del Nord que creia que els Estats Units havien de dominar el continent, la majoria eren contraris a l'annexió de Cuba, i menys com un estat esclavista. Malgrat el considerable suport a la independència entre la població cubana, entre 1849 i 1851 alguns partidaris de l'emancipació de l'illa recolzats pel Sud, un d'ells Narciso López, havien fracassat reiteradament en enderrocar el govern colonial. A més una serie de reformes introduïdes a l'illa van neguitejar els sudistes davant d'una possible abolició de l'esclavitud. Atès que la majoria de la població eren esclaus creien que Cuba s'africanitzaria, ja que ja havien vist el naixement de la República d'Haití, creada per antics esclaus. La idea d'una invasió pro-esclavista dels EUA va ser rebutjada a ran de la polèmica sobre la Llei de Kansas-Nebraska. Així, durant les discussions internes, els partidaris de fer-se amb Cuba van decidir que una compra o intervenció en nom de seguretat nacional eren els mètodes d'adquisició més acceptables.

## La redacció del manifest

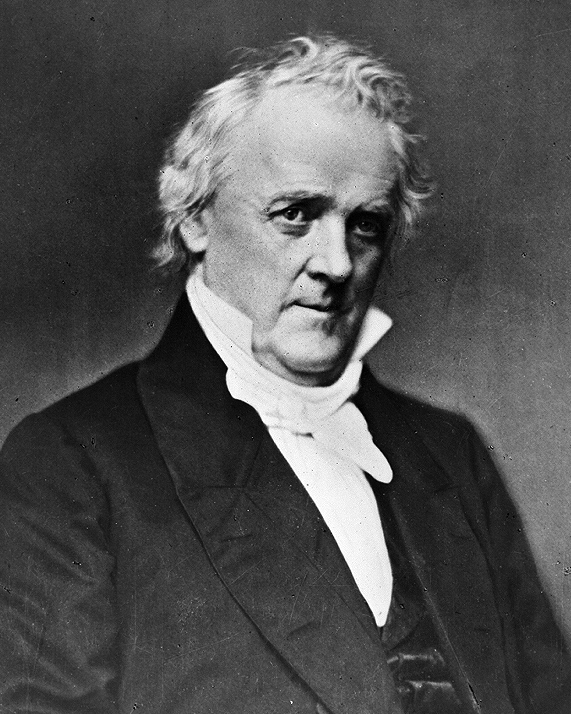
James Buchanan es creu que és el redactor del document.

Marcy va suggerir a Soulé que discutís la política nord-americana envers Cuba amb Buchanan i John Y. Mason, ambaixador a França. Prèviament havia escrit a Soulé que, si no es podia negociar la compra de Cuba: «llavors dirigirà el seu esforç a l'objectiu següent, que és allunyar l'illa del domini espanyol i de tota dependència de qualsevol potència europea.» paraules que Soulé podia haver adaptat als seus propis interessos. Els estudiosos David Potter i Lars Schoultz destaquen la considerable ambigüitat de les críptiques paraules de Marcy i Samuel Bemis suggereix que es podia haver referit a la independència de Cuba, alhora que reconeix impossible esbrinar les veritables intencions de Marcy. En qualsevol cas, Marcy havia escrit al juny que el govern havia abandonat tot pensament de declarar la guerra per Cuba. Però Robert May escriu: «les instruccions per a la trobada havien estat tan imprecises i tantes de les cartes de Marcy a Soulé des de l'incident del Black Warrior tan agressives, que els ministres podien haver malinterpretat la intenció del govern.»
Després d'un desacord menor sobre el lloc de reunió, el tres diplomàtics americans es van trobar a Ostende, Bèlgica, del 9 a l'11 d'octubre del 1854 i al cap d'una setmana a Aquisgrà per preparar un informe de les actuacions. El document resultant, que es coneixeria com el manifest d'Ostende, declarava que: «Cuba és tan necessària a la República nord-americana com qualsevol dels seus membres actuals i pertany naturalment a la gran família dels Estats, dels quals la Unió n'és el viver providencial.» Entre els motius per l'annexió de Cuba, el manifest destacava com a principal, la por a una possible revolta d'esclaus a Cuba, similar a la revolució haitiana (1791-1804) si els Estats Units no hi intervenien. El manifest instava a emprendre accions i alertava del perill en cas de no fer-ho.
Seriem deslleials al nostre deure, indignes dels nostres avantpassats i trairíem els fonaments de la nostra posteritat si permetéssim que Cuba s'africanitzés i esdevingués un segon St.Domingo (Haití) amb tots els horrors que implica envers la raça blanca; i si aquesta flama s'estengués a les nostres costes, posaria seriosament en perill o fins i tot destruiria el equilibrat entramat de la nostra Unió.
La por a un conflicte racial, alimentat en gran manera per Espanya, va elevar la tensió i el temor als EUA per un possible aixecament dels esclaus a l'illa que «podria córrer com la pólvora» fins al sud del EUA. El manifest afirmava que si Espanya es negava a vendre quedaria totalment justificat que els EUA lluitessin per arrabassar Cuba de mans de la potència colonial.
Soulé era exsenador de Louisiana i membre de Jove América, moviment que pretenia establir la influència americana sobre el Carib i l'Amèrica Central. Se'l considera el principal artífex de la política expressada en el manifest d»Ostende. Però es creu que Buchanan, més experimentat i prudent, va redactar el document moderant el to agressiu de Soulé. Soulé va afavorir en gran manera l'expansió de la influència del Sud més enllà de l'actual Unió d'Estat. La seva fe en la doctrina del Destí Manifest el va portar a profetitzar que els EUA «absorbirien el continent sencer i les illes adjacents.» Les arrels virginianes de Mason el predisposaven a favor de l'esperit expressat en el document, tot i que més tard va es va penedir de les accions que se'n derivaren. Malgrat les tendències expansionistes de Buchanan, les seves motivacions exactes segueixen sense quedar clares. S'ha suggerit que es va deixar seduir per la possibilitat d'arribar a la presidència, càrrec que va guanyar el 1856. Al 1893 un historiador va concloure: «Si tenim en compte els trets de tots tres homes es fa difícil no arribar a la conclusió de que Soulé, tal com després va confessar, aconseguí convèncer els seus companys.»
A desgrat de Marcy, l'extravagant Soulé no va mantenir les reunions en secret. I si bé tant la premsa europea com la dels Estats Units estaven al corrent de les converses i fins i tot potser del resultat, estaven més preocupats per les guerres i les eleccions al Congrés. Per que fa a aquest últim, el partit Demòcrata va passar a ser una minoria al Congrés i els editorials del diaris van continuar retraient al govern de Pierce el seu secretisme. Finalment un diari, el New York Herald, va publicar el que Brown va considerar «noticies tan properes a la veritat sobre el que es va decidir a Ostende, que el President temia que es basessin en filtracions, com de fet podria haver estat.» Com que Pierce temia les repercussions polítiques de confirmar com els rumors, no els va reconèixer al seu discurs sobre l'estat de la nació del 1854. L'oposició a la cambra de Representants va exigir la publicació del document i així es va fer quatre mesos després d'haver estat redactat.

## Conseqüències

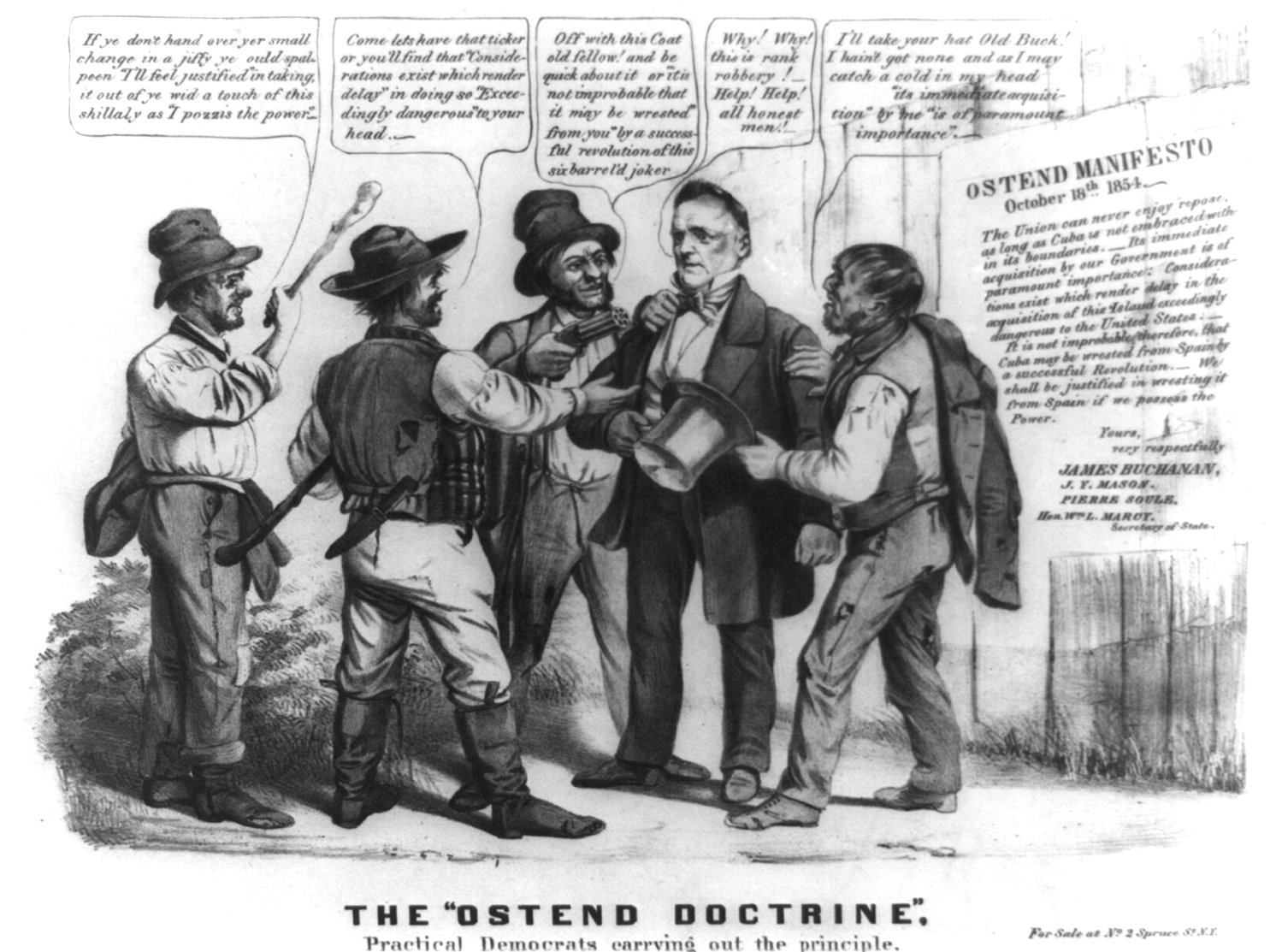
Una caricatura política mostra James Buchanan envoltat de facinerosos que el roben mentre citen frases del Manifest d'Oostende com a justificació. Al peu s'hi llegeix: «The Ostend Doctrine».

Quan es va publicar el document, els del Nord es van indignar davant del que consideraven un intent del Sud d'estendre l'esclavitud. Els americans del partit Free Soil Party (partit del soll lliure), ja molestos per l'enduriment de la Llei de l'esclau fugitiu (aprovada com a part de l'acord del 1850 i que exigia als estats lliures que col·laboressin en el retornar els esclaus), van denunciar com a inconstitucional el que Horace Greeley del New York Tribune va batejar «El manifest dels bandolers».
Durant el període anomenat «Kansas sagnant», en el qual partidaris i contraris a l'esclavatge lluitaven per prendre el control de l'estat, els opositors al poder dels esclavistes feien servir el manifest d'Ostende com a crit de guerra. Aquest incident va ser un dels molts factors que van donar lloc al Partit Republicà i el 1856 el primer programa del partit criticava el manifest per seguir la política del «bandoler», que és la «llei del més fort». De fet, el moviment per annexionar Cuba no es va acabar del tot fins després de la guerra civil americana.
A causa d'aquest incident, el govern de Pierce va patir un greu revés. Pierce havia simpatitzat obertament amb la causa sudista i la polèmica sobre el manifest d'Oostende va contribuir a la fragmentació del Partit Demòcrata. Internacionalment, el manifest es va interpretar com una amenaça a Espanya i al poder imperial europeu i el governs de Madrid, Londres i París el van condemnar ràpidament. Per tal de conservar les poques relacions favorables al govern que quedaven, Soulé va ordenar cessar la discussió sobre Cuba i tot seguit va dimitir. Com a conseqüència de la reacció negativa causada pel manifest d'Ostende, Pierce va abandonar el plans d'expansió. Ha estat descrit com a part d'una sèrie de «conflictes gratuïts ... que costen més del que valien» en un intent de conservar els interessos del Sud per mantenir l'esclavitud.
El 1856 a James Buchanan li va ser fàcil ser elegit president. Però encara que continuava compromès amb l'annexió de Cuba es va trobar obstaculitzat per l'oposició popular i el creixent conflicte secessionista. No va ser fins trenta anys després d'acabada la guerra civil, que l'anomenada qüestió cubana va tornar a tenir importància nacional.